# روك روي
روك روي (10 أغسطس 1986 بماريبور في سلوفينيا - ) هو لاعب كرة قدم (وحمل سابقاً جنسية يوغوسلافيا) في مركز الدفاع. لعب مع نادي أولمبيا ليوبليانا ونادي رودار فيلينيه ونادي فولفسبيرغر ونادي فولندام ونادي ماريبور ونادي نسف قرشي ونادي طراز وNK Šentjur ‏ وNK Zavrč ‏ وNK Malečnik ‏.

## وصلات خارجية
- روك روي على موقع قاعدة بيانات كرة القدم.إي يو (الإنجليزية)
- روك روي على موقع Soccerway.com (الإنجليزية)
- روك روي على موقع عالم كرة القدم.نت (الإنجليزية)